# Les Chaussures italiennes
Les Chaussures italiennes (titre original : Italienska skor) est un roman de Henning Mankell paru en 2006 en Suède, traduit en français en 2009.

## Résumé
Fredrik Welin, âgé de 66 ans, est un ancien chirurgien qui vit quasi reclus depuis douze ans dans une île de l'archipel de Stockholm, avec pour compagnes une vieille chienne et une vieille chatte. Écrasé par la culpabilité consécutive à une dramatique erreur dans son ancien métier, ses seuls rapports humains sont ceux, distants et empreints de méfiance, avec le facteur local qui est en même temps plus ou moins son patient et qui souffre d'hypocondrie.
Cette vie monotone est un jour bouleversée par l'arrivée subite, sur la couche de glace qui entoure l'île, de Harriet, la femme qu'il a aimée et subitement abandonnée sans explication une quarantaine d'années auparavant. Harriet, grièvement malade et ne se déplaçant pas sans un déambulateur, vient lui demander de tenir une promesse faite à l'époque de leur vie commune : aller voir un lac présenté comme inoubliable.
Les anciens amants se rendent alors sur le continent, et entreprennent un voyage qui, s'il rapproche Harriet d'une mort inéluctable, va au contraire constituer en quelque sorte, par la rédemption, une nouvelle naissance pour Fredrik.
Les grottes de Lascaux sont évoquées, Louise combattant l’air conditionné qui detruirait les peintures. En réalité les grottes sont fermées au public depuis les années 1970. Seules une réplique du site est accessible !

## Éditions françaises
Édition imprimée originale
- Henning Mankell (trad. du suédois par Anna Gibson), Les Chaussures italiennes : roman [« Italienska skor »], Paris, éd. du Seuil, 8 octobre 2009, 340 p., 22 cm (ISBN 978-2-02-094465-6, BNF 42089823)

Édition en gros caractères
- Henning Mankell (trad. du suédois par Anna Gibson), Les Chaussures italiennes [« Italienska skor »], Cergy, éd. À vue d'œil, coll. « 16-17 : littérature », 20 mai 2010, 446 p., 24 cm (ISBN 978-2-84666-549-0, BNF 42209766)

Édition au format de poche
- Henning Mankell (trad. du suédois par Anna Gibson), Les Chaussures italiennes [« Italienska skor »], Paris, éd. Points, coll. « Points » (no P2559), 10 février 2011, 372 p., 18 cm (ISBN 978-2-7578-2162-6, BNF 42371296)

Livre audio
- Henning Mankell (trad. du suédois par Anna Gibson), Les Chaussures italiennes [« Italienska skor »], Ville-d'Avray, éd. Sixtrid, 2 septembre 2011 (EAN 3358950002191, BNF 42574038)Texte intégral ; narrateur : Marc-Henri Boisse ; support : 1 disque compact audio MP3 ; durée : 9 h 50 min environ ; référence éditeur : Sixtrid A23M.